# Hylaeus albonotatus
Hylaeus albonotatus là một loài Hymenoptera trong họ Colletidae. Loài này được Walker mô tả khoa học năm 1871.